# 小林邦雄
小林 邦雄（こばやし くにお、1967年7月5日 - ）松濤館空手の指導者。松濤杯争奪世界空手道選手権代表、全日本選手権で型2回、組手3回優勝。現在、日本空手協会の師範を務めている。
1967年7月5日東京生まれ。 駒沢大学出身。 彼の空手のトレーニングは中学1年生の時に始まる。

## 戦績
空手競技で大きな成功を収めている。
- 第51回JKA全日本空手道選手権（2008）-1位カタ
- 第10回船越ギチンカップ世界空手道選手権大会（シドニー、2006）-2位カタ
- 49回JKA全日本空手道選手権（2006）-2位カタ
- 第48回JKA全日本空手道選手権（2005）-1位カタ
- 第9回松濤ワールドカップ空手道選手権大会（東京、2004）-3位カタ
- 第47回JKA全日本空手道選手権（2004）-組手1位2位カタ
- 第46回JKA全日本空手道選手権（2003）-2位カタ; 3位組手
- 第45回JKA全日本空手道選手権（2002）-組手1位3位カタ
- 第42回JKA全日本空手道選手権（1999）-1位組手
- 第41回JKA全日本空手道選手権（1998）-3位組手
- 第40回JKA全日本空手道選手権（1997）-3位組手
- 第6回松濤ワールドカップ空手道選手権大会（大阪、1996年）3位組手
- 第39回JKA全日本空手道選手権（1996）-3位組手
- 第4回松濤ワールドカップ空手道選手権大会（東京、1992年）-3位組手
- 第34回JKA全日本空手道選手権（1991）-3位組手